# Avgó
Avgó är en ort i Grekland.   Den ligger i prefekturen Nomós Ioannínon och regionen Epirus, i den centrala delen av landet, 300 km nordväst om huvudstaden Aten. Avgó ligger 773 meter över havet och antalet invånare är 327.
Terrängen runt Avgó är kuperad.Runt Avgó är det glesbefolkat, med 20 invånare per kvadratkilometer. Närmaste större samhälle är Ioánnina, 15,7 km norr om Avgó. I omgivningarna runt Avgó växer i huvudsak blandskog.